# آه تباي
آه تباي (بالإنجليزية: Ah Tabai)‏ إله الصيد في الديانة المايانية، وأحد مجموعة من آلهة هذه الديانة التي تهتم بالصيد وحماية الحيوانات. وفقا للأسطورة آه تباي هو شبح أو شيطان يعيش في سيبا التي تعتبر مقدسة. وأثناء انتظار ضحيته، الذين عادة ما يكونون من النساء، فعندما يقترب ضحيته، يظهر في شكل رجل أمريكي هندي جذاب أصلي، يحثها على الاقتراب منه أو احتضانه من خلال شخصيته الجذابة لإقامة علاقات جنسية، وبعد أن يحاصرها، يتحول إلى مخلوق شيطاني مزعج، وينتهي به الأمر إلى التهامها (أو قد يتحول إلى طيف عند الاقتراب منها).
وبمجرد وفاة ضحيته، ينقل روحه إلى شيبالبا، عالم الرذيلة عند المايا، ليقدمها إلى الإله آه بوخ Ah Puch أو كيسين Kisín. في نسخ أخرى، يتم تحويل الطيف عندما تُقبِل الضحية لممارسة الجنس. وهو غالبا لا يفعل ذلك لوحده بل هناك العديد يساعدونه، ويمكن أن يعاونوه حتى لا يسمح للضحية بالهرب. ويقال أنه كرجل يسحر النساء ثم يقتلهن أو يجعلهن يتُهن في الغابة.